# Athletic Bilbao
Athletic Club de Bilbao  je španělský baskický fotbalový klub z Bilbaa založený 18. července 1898. V současnosti hraje nejvyšší ligu Primera División – nejvyšší soutěž španělského fotbalového systému LFP. Sídlí na stadionu San Mamés, který nese stejné jméno jako původní stadion z roku 1913. Ve své historii zvítězil osmkrát v La Lize a čtyřiadvacetkrát ve španělském poháru.
Bilbao patřilo k průkopníkům fotbalu ve Španělsku, hru sem přinesli angličtí dělníci a studenti již koncem devatenáctého století, proto má klub anglický název. V době Francova režimu musel klub změnit anglický název Athletic na španělské Atlético. Klub má přezdívku Leones (Lvi) podle toho, že světec Mames, jemuž je zasvěcen kostel nedaleko stadiónu, byl v římské aréně předhozen lvům, ale ti ho nesežrali.
Dresy byly původně modré a bílé, inspirovány Blackburn Rovers FC, později tým přešel na červenobílé pruhy, které převzal od Southampton FC; červená a bílá jsou také barvy města Bilbaa. Klub se dlouho bránil použití dresů k reklamním účelům, teprve v roce 2008 na ně umístil logo naftařské firmy Petronas.
V letech 1954-57 klub trénoval bývalý československý fotbalista a trenér Ferdinand Daučík. Nejúspěšnější sezóna v historii je 1983-84, kdy slavil domácí treble.
Klub je známý tím, že přivádí hráče pocházející pouze z Baskicka. Poslední dobou je toto pravidlo trochu uvolněnější a postačí, když hráč má baskický původ aspoň u jednoho z rodičů. V roce 2011 se tak v klubu objevil jako první hráč tmavé pleti Jonás Ramalho, který má baskickou matku a angolského otce. Zásada spoléhat se na odchovance vlastní akademie zvané Lezama je ve Španělsku nazývána la cantera (lom). V únoru 2017 došlo k tomu, že v prvoligovém zápase proti Granada CF nastoupilo za Bilbao jedenáct hráčů se španělským občanstvím a za soupeře hráči z jedenácti různých zemí.

## Úspěchy

### Vyhrané domácí soutěže
- Primera División (8×)

       (1929-30, 1930-31, 1933-34, 1935-36, 1942-43, 1955-56, 1982-83, 1983-84)
- Copa del Rey (24×)

       (1902, 1903, 1904, 1910, 1911, 1914, 1915, 1916, 1921, 1923, 1930, 1931, 1932, 1933, 1943, 1944, 1945, 1950, 1955, 1956, 1958, 1969, 1973, 1984, 2024)
- Supercopa de España (3×)

       (1984, 2015, 2021)
- Copa Eva Duarte (1×)

       (1950)

## Významní hráči
- Pichichi (1911-1922)
- Guillermo Gorostiza (1929-1940)
- Agustin Gainza (1938-1959)
- José Luis Panizo (1939-1955)
- Telmo Zarra (1940-1955)
- Jesús Garay (1950-1960)
- José Ángel Iribar (1962-1980)
- Txetxu Rojo (1966-1982)
- Dani (1974-1986)
- Andoni Goikoetxea (1975-1987)
- Manu Sarabia (1976-1988)
- Andoni Zubizarreta (1980-1986)
- Julen Guerrero (1992-2006)
- Joseba Etxeberria (1995-2010)
- Ismael Urzaiz (1996-2007)
- Fran Yeste (1999-2010)
- Aritz Aduriz (2002-2020)
- Fernando Llorente (2005-2013)
- Javi Martínez (2007-2012)
- Iker Muniain (2009-2024)
- Aymeric Laporte (2012-2018)
- Kepa Arrizabalaga (2016-2018)

## Soupiska
K 2. únoru 2025
| Číslo |           | Pozice | Hráč                        |
| ----- | --------- | ------ | --------------------------- |
| 1     | Španělsko | B      | Unai Simón (vice-kapitán)   |
| 2     | Španělsko | O      | Andoni Gorosabel            |
| 3     | Španělsko | O      | Daniel Vivian               |
| 4     | Španělsko | O      | Aitor Paredes               |
| 5     | Španělsko | O      | Yeray Álvarez (3. kapitán)  |
| 6     | Španělsko | Z      | Mikel Vesga                 |
| 7     | Španělsko | Ú      | Álex Berenguer              |
| 8     | Španělsko | Z      | Oihan Sancet                |
| 9     | Ghana     | Ú      | Iñaki Williams (4. kapitán) |
| 10    | Španělsko | Ú      | Nico Williams               |
| 11    | Španělsko | Ú      | Álvaro Djaló                |
| 12    | Španělsko | Ú      | Gorka Guruzeta              |

| Číslo |           | Pozice | Hráč                                   |
| ----- | --------- | ------ | -------------------------------------- |
| 13    | Španělsko | O      | Julen Agirrezabala                     |
| 14    | Španělsko | Z      | Unai Nuñez (na hostování z Celta Vigo) |
| 15    | Španělsko | O      | Iñigo Lekue                            |
| 16    | Španělsko | Z      | Iñigo Ruiz de Galarreta                |
| 17    | Španělsko | O      | Yuri Berchiche (vice-kapitán)          |
| 18    | Španělsko | O      | Óscar de Marcos (kapitán)              |
| 20    | Španělsko | Z      | Unai Gómez                             |
| 21    | Španělsko | Ú      | Maroan Sannadi                         |
| 23    | Španělsko | Z      | Mikel Jauregizar                       |
| 24    | Španělsko | Z      | Beñat Prados                           |
| 28    | Španělsko | Z      | Peio Canales                           |
| 32    | Španělsko | O      | Adama Boiro                            |